# جنبش جامعه دموکراتیک (سوریه)
جنبش جامعهٔ دموکراتیک (به انگلیسی: The Movement for a Democratic Society، به کردی: Tevgera Civaka Demokratîk, TEV-DEM، عربی: حرکة المجتمع الدیمقراطی، به سریانی: ܙܘܥܐ ܕܟܢܫܐ ܕܝܡܩܪܐܛܝܐ|Zaw'o d'Kensho Demoqraṭoyo) یک ائتلاف چپگرای چندقومیتی چندحزبی است که هیئت حاکمهٔ مناطق خودمختار کنفدرالیسم دموکراتیک در اداره خودمختار شمال و شرق سوریه به‌شمار می‌آید. حزب اتحاد دموکراتیک (پ.ی.د) در این ائتلاف حزبی محوری به‌شمار می‌آید. پیشتر جنبش جامعهٔ دموکراتیک در ائتلاف با شورای میهنی کرد سوریه (اَ.ن.ک.س) نهادی تحت عنوان شورای عالی کرد را تشکیل داده‌بود که هیئت حاکمه در منطقهٔ دوفاکتوی روژاوا به‌شمار می‌آمد، اما این شورا به دلیل عدم توافق و اختلافات غیرفعال شد.

## احزاب تشکیل‌دهنده
| حزب                                    | رهبر                     |
| -------------------------------------- | ------------------------ |
| حزب اتحاد دموکراتیک (PYD)              | صالح مسلم و آسیه عبدالله |
| حزب اتحاد سریانی (SUP)                 | ایشو گوریه               |
| حزب صلح دموکراتیک کردهای سوریه (PADKS) | طلال محمد                |
| حزب اتحاد لیبرال کردستان (PYLK)        | فرهاد طلو                |
| حزب دموکرات کردستان - سوریه            |                          |
| گردهم‌آیی ملی کردستان                   |                          |
| حزب کمونیست کردستان                    | نجم‌الدین ملا عمر         |

## اعضای کمیتهٔ اجرایی
- آلدار خلیل (از ۲۰۱۴)
- الهام احمد (از ۲۰۱۵)